# Sistema nervoso e endócrino dos crustáceos
O sistema nervoso, através de reações nervosas, possui a capacidade de integrar todos os sistemas presentes em um organismo. Ele é responsável por coordenar todas as ações e reações que um organismo realiza, desde atividades mais básicas como um estímulo muscular até atividades mais complexas, como a modulação do comportamento de um organismo. O sistema nervoso também exerce grande função no controle e na regulação do sistema endócrino, que regula processos vitais ao organismo, como o controle de um órgão, através da síntese e liberação de hormônios.
Desde o século XIX, os crustáceos são utilizados como organismo modelo para variadas áreas de estudo da biologia, como na neurobiologia, ecologia, fisiologia e biologia do desenvolvimento. Isso se deve à sua grande variedade e complexidade de organismos distribuídos em diversos clados, somada à possibilidade de experimentação conduzida em laboratórios. De forma geral, os sistemas nervoso e endócrino são discutidos conjuntamente, devido à integração funcional destes dois sistemas.

## Sistema Nervoso
O sistema nervoso dos crustáceos apresenta um cérebro com três gânglios fundidos, sendo denominados protocérebro, deutocérebro e tritocérebro. O primeiro localiza-se em região dorsal e dele partem nervos ópticos que inervam os olhos, e é responsável pelo processamento das informações visuais. O segundo também localiza-se em região dorsal, e dele partem nervos que inervam as antênulas e os pedúnculos dos olhos, e é capaz de captar estímulos mecânicos e químicos. E o terceiro localiza-se em região posterior, e dele partem dois conectivos circum-entéricos, que formam uma espécie de alça ao redor do esôfago, e se estendem até o gânglio subesofágico (que fica abaixo do esôfago) conectando o sistema nervoso ventral (que contém os gânglios segmentares do corpo) ao cérebro. O tritocérebro também inerva as antenas e algumas regiões da cabeça.
Em resumo, o sistema nervoso apresenta uma região de maior concentração nervosa que é o cérebro, e um cordão nervoso ventral que se estende ao longo do eixo antero-posterior do corpo do animal e é onde estão localizados os gânglios segmentares.
Em condições mais primitivas, o sistema nervoso está organizado como se fosse uma escada, no qual os gânglios nervosos segmentares estão bem separados e são interligados lateralmente e transversalmente entre si (essa conformação pode ser observada na imagem dos sistemas nervosos dos crustáceos no item D).

Nos crustáceos, assim como em grande parte dos artrópodes, o sistema nervoso tendeu a uma concentração e fusão dos gânglios. Nos lagostins, por exemplo, ocorreu uma fusão medial resultando ao invés de dois cordões ventrais em um único cordão ventral com um único gânglio por segmento, ao invés de dois gânglios pareados (essa organização pode ser vista nos itens A e B da imagem sistemas nervosos dos crustáceos).
Em decápodes com corpo curto, como os caranguejos, os gânglios do tórax encontram-se fundidos formando uma grande placa nervosa ventral. E os gânglios da região abdominal são bem reduzidos (essa conformação pode ser visualiza na imagem sistemas nervosos dos crustáceos nos itens G e H).

O sistema nervoso controla diversos processos nos organismos, dos batimentos cardíacos e movimentos do trato digestivo aos movimentos musculares. Apesar de apresentar regiões especializadas com diferentes funções, como os vários receptores sensoriais, o sistema nervoso deve atuar de forma integrada. Tal integração é possível por meio da modulação neuronal, pela qual diversos neurotransmissores e tipos de neurônios regulam as diferentes funções do organismo de forma orquestrada. O processo de modulação neuronal têm sido bastante estudado nos crustáceos, uma linhagem de organismos promissora para estudo do sistema nervoso dos animais.

### Receptores sensoriais
Os crustáceos no geral apresentam muitos tipos de receptores sensoriais ao longo do seu corpo que são capazes de transmitir informações do meio para o sistema nervoso central.
Uma das estruturas sensoriais mais evidentes, sem dúvida, são as suas numerosas cerdas inervadas que podem recobrir grandes partes do animal. A maioria dessas estruturas atuam como mecanorreceptores, mas outras também podem atuar como quimiorreceptores. Os quimiorreceptores podem ser encontrados nas antenas e nas peças bucais, e são denominados de estetos.
Os crustáceos apresentam proprioceptores, que são responsáveis por fornecer informações para o indivíduo acerca da sua  posição e do movimento dos seus apêndices e do seu corpo durante a locomoção. Alguns indivíduos da classe Malacostraca apresentam estatocistos que podem ter função similar a dos proprioceptores, mas também podem fornecer ao indivíduos informações sobre a movimentação das águas, e podem ser secretados pelo animal ou aglutinados de grãos de areia.
Os crustáceos também apresentam fotorreceptores, que podem estar organizados em olhos simples e olhos compostos, ambos inervados pelo protocérebro.
Os ocelos ou olhos simples (medianos) são estruturas capazes de perceber a intensidade e o sentido da luz, e podem ser encontrados no náuplio (larva) e nos copépodes. Por estarem presentes nos estágios larvais, também podem ser denominados de olho naupliano.
Os olhos compostos (laterais), formados por omatídeos, são menos complexos que o dos insetos, pois apresentam uma acuidade visual menor. E está presente nos adultos da maioria das espécies. Animais portadores de olhos compostos demonstraram serem capazes de distinguir formas e de ver cores.
Muitos crustáceos apresentam os seus olhos nas extremidades de pedúnculos, pois isso possibilita o aumento do campo de visão desses animais. Os pedúnculos são estruturas bem complexas, apresentando vários músculos para controle da movimentação.Em alguns táxons os olhos compostos estão ausentes, como nos Copepoda, Remipedia, Ostraca, Cephalocarida, entre outros. Ou pode ocorrer de estarem presentes somente nos estágios larvais, ou estarem reduzidos nas formas adultas. E uma das possíveis razões disso, seria o fato de os organismos em que isso ocorre viverem em ambientes com pouca luminosidade, como cavernas ou locais muito profundos.
Há a possibilidade dos crustáceos apresentarem termorreceptores, entretanto, ainda não foi comprovado.

### Modulação neuro-hormonal
Os sistemas neuromusculares dos crustáceos são modulados pela ação de neuro-hormônios.
Os hormônios mais conhecidos que afetam os músculos esqueléticos são as aminas octopamina e a serotonina (5-HT), esses neuro-hormônios têm fortes efeitos excitatórios na neurotransmissão e nos músculos.
O hormônio serotonina (5-HT), liberado pelo órgão pericárdico, eleva abruptamente a neurotransmissão excitatória no músculo esquelético, aumentando a contração das fibras musculares e a liberação de neurotransmissores nas terminações nervosas motoras.
A serotonina (5-HT) é um estimulador de comportamentos de luta. Animais que tiveram amplas doses dessa substância injetada demonstram comportamento agressivo. E ao serem colocados em tanques com outros animais, que não receberam serotonina (5-HT), eles perseguiram e travaram combate, causando sérios danos aos outros animais.
A octopamina, também liberado pelo órgão pericárdico, atua diretamente nas fibras musculares dos músculos dos membros, gerando um moderado aumento na transmissão e contração neuromuscular. Os efeitos da octopamina no comportamento dos crustáceos ainda não foi claramente elucidado, mas aparentemente esse hormônio estimula comportamentos de submissão.
O hormônio dopamina tem efeito inibitório nos músculos dos membros dos crustáceos.

### Ritmos biológicos
A sincronização temporal entre os organismos e o ambiente em que estão é essencial para a sobrevivência. Essa sincronização é gerada e mantida pelos ritmos biológicos, que por sua vez são embasados e regulados pelo sistema nervoso. Evidências recentes sugerem que os ritmos circadianos em crustáceos são controlados pelo sistema neuronal que inclui três pares de osciladores acoplados (a retina, o complexo glandular e os marca-passos cerebrais) e dois fotorreceptores circadianos, nos quais fotorreceptores cerebrais estão envolvidos no arrastamento fótico. Em conjunto, estes osciladores e fotorreceptores circadianos permitem que o organismo obtenha a informação temporal do ambiente externo e a utilize para a manutenção de um ritmo sincronizado endogenamente controlado por meio do sistema nervoso.

### Evolução
A evolução do sistema nervoso nos crustáceos é bastante caracterizada por mudanças adaptativas que permitem a adoção de habitat e estilos de vida particulares. De forma geral, a origem de regiões específicas do sistema nervoso mais desenvolvidas permitem a origem e manutenção de diferentes comportamentos. Por exemplo, a evolução de um sistema visual bastante desenvolvido auxilia algumas linhagens de crustáceos no hábito de predação em ambientes iluminados, como é o caso das tamarutacas, em contraste com os cambarus, crustáceos que apresentam sistema visual bastante reduzido e vivem em ambientes escuros. De forma similar, caranguejos apresentam o sistema nervoso relacionado ao olfato bastante desenvolvido, permitindo habitar o ambiente terrestre e a utilização do sistema olfativo como um dos principais sentidos. Essas mudanças podem ser tanto quantitativas quanto qualitativas, podendo-se inclusive notar anatomicamente órgãos sensoriais bem desenvolvidos, e a partir destes, inferir o estilo de vida do organismo.

## Sistema Endócrino
Nos crustáceos decápodes, porções consideráveis do cérebro, incluindo a glândula do seio e o órgão-X, estão localizadas nos pedúnculos oculares.
O órgão-X corresponde ao conjunto de neurônios neurossecretores, dos quais projeções são estendidas para a glândula do seio, responsável por armazenar e distribuir neuro-hormônios.
Entre os hormônios sintetizados pelo órgão-X, pode-se citar o hormônio Inibitório da muda (MIH), o hormônio inibitório da vitelogênese (VIH/GIH) e o hormônio hiperglicêmico de crustáceos (CHH).
Em conjunto, o complexo órgão-X/glândula do seio (OX/GS) produz, estoca e distribui neuro-hormônios reguladores de processos
relacionados à reprodução, desenvolvimento, ecdise, mudança de coloração do tegumento, controle da quantidade de açúcar no sangue, ritmo cardíaco, balanço hídrico e outros aspectos fisiológicos.

### Reprodução e Desenvolvimento
Em malacostracos, hormônios têm importante papel na determinação do sexo masculino, visto que o sistema reprodutivo depende de hormônio sinal para que ocorra a diferenciação sexual de gônadas em testículos e outras características sexuais secundárias.
A existência de uma glândula androgênica, localizada, normalmente, o entre o último apêndice locomotor e o vaso deferente, foi primeiro demonstrada em anfípodas Orchestia gammarella e, posteriormente, glândulas correspondentes foram encontradas em outros anfípodas, decápodas e isópodos.
Em anfípodas, como Orchestia cavimana, observa-se, em estágios iniciais do desenvolvimento, a presença de células femininas e masculinas nas gônadas. No entanto, em machos, a presença da glândula androgênica suprime o desenvolvimento das células femininas iniciais, e, em fêmeas, a ausência desta previne o desenvolvimento de células masculinas iniciais.
Quando implantada em fêmeas imaturas, a glândula  androgênica resulta no desenvolvimento de testículos e outras características masculinizantes. Porém, não há a formação de machos funcionais, visto que as modificações observadas no primeiro apêndice abdominal, após duas ou três mudas, culminam na formação de uma passagem sem lúmen para o esperma, ou seja, defeituosa.
Já os machos jovens, quando submetidos à ablasão do pedúnculo ocular, apresentam testículos hipertrofiados, o que indica a estreita relação entre os centros de controle no pedúnculo ocular e a glândula androgênica. Neste estágio, a ablasão da glândula, não provoca feminilização.
No entanto, em decápodas, a presença da glândula androgênica parece explicar a feminilização de machos parasitados por cirripédios, como  Sacculina, pois ocorre a destruição desta pelo parasita, interrompendo a espermatogênese e promovendo à aquisição de características mais femininas, após algumas mudas.
Embora a diferenciação de gônadas nas fêmeas não esteja sob controle hormonal, o ovário secreta um hormônio que age na formação de características temporárias associadas à incubação de ovos, por exemplo, expansão dos oostegitos em isópodos e cerdas carregadoras de ovos, alongamento de cerdas nos oostegitos de anfípodes gamarídeos e no desenvolvimento de cerdas carregadoras nos pleópodes de decápodas.
A formação de vitelo, no entanto, é controlada por neuro-hormônio secretado pelo órgão-X, o hormônio inibitório da vitelogênese (VIH/GIH), que age como fator limitante na produção de ovos.
A remoção dos pedúnculos oculares em fêmeas que não estão em fase reprodutiva conduz ao rápido aumento na massa do ovário, visto que a inibição pelo VIH/GIH é cessada, estimulando a síntese de vitelo.

### Muda
A muda nos crustáceos é dividida em quatro fases: pré-muda, ecdise, pós-muda e intermuda.
A suspeita da participação neuroendócrina na regulação do ciclo da muda (ou ecdise) se deu ao ser notada uma sensível redução no período intermuda em crustáceos que sofreram ablasão do pedúnculo ocular. Posteriormente, constatou-se que o complexo órgão-X/glândula do seio é responsável por liberar, na hemolinfa, um hormônio inibitório da muda (MIH) em concentrações relevantes nos períodos pós-muda e intermuda.
Os hormônios ecdisteróides estimuladores da muda (antagônicos ao MIH), como o ecdisona, são sintetizados em uma massa de tecido glandular não neuronal, denominada órgão-Y, que está localizada na cabeça dos crustáceos.
O órgão-Y possui o papel de gatilho na muda, visto que, ao ser removido nos estágios iniciais da pré-muda, pois causa interrupção do processo.

### Coloração do Tegumento
Muitos crustáceos têm a capacidade de alterar a coloração corpórea, permitindo uma melhor adaptação às condições ambientais e essas mudanças de coloração ocorrem em células bastante ramificadas chamadas cromatóforos, dentro das quais pigmentos podem ser concentrados ou dispersos. Os cromatóforos podem ser monocromáticos, dicromáticos ou policromáticos, e, entre os pigmentos existentes, pode-se citar os carotenóides, as xantofilas e as astaxantinas.
É variável entre os diferentes grupos de crustáceos a distribuição dos pigmentos e padrões de coloração. No entanto, em geral, cromatóforos policromáticos são característicos de decápodas, enquanto que monocromáticos e bicromáticos são comuns em Isopoda, Stomatopoda, Astacura, Anomura e Brachyura. Por exemplo, o caranguejo Uca pugilator (braquiuro) possui três tipos de cromatóforos monocromáticos(preto, vermelho e branco), enquanto que em Penaeus (decápoda) há cromatóforos dicromáticos (vermelho-amarelo), tricromático (vermelho-amarelo-azul) e tetracromático (vermelho-amarelo-azul-branco).
Com relação às mudanças de coloração, essas podem ser de dois tipos:
- Morfológica: não envolve apenas translocações, mas sim síntese, destruição e alterações químicas nos pigmentos, e ocorrem quando o animal está exposto a determinadas condições de luminosidade e ambiente por alguns dias ou mesmo semanas.
- Fisiológico: refere-se a coloração transitória provocada por translocações de grânulos de pigmentos dentro dos cromatóforos.

Nos diferentes grupos de crustáceos podem ser observados, em geral, três tipos de reações pigmentares nos cromatóforos:
- Tipo I:  a extirpação da glândula sinusal (dos pedúnculos oculares) causa escurecimento do tegumento. É comum em decápodos macruros, como o camarão do gênero Palaemonetes.
- Tipo II: a remoção dos pedúnculos oculares resulta em embranquecimento da pele pela retração dos pigmentos. Ocorre em braquiuros, como o gênero Uca.
- Tipo III:  a ablasão dos pedúnculos oculares resulta em coloração distribuída em mosaico, pela retração de pigmentos, em certas áreas, e dispersão, em outras áreas do tegumento. É característico de decápodas macruros do gênero Crago.

Os efeitos da ablasão do pedúnculo ocular indicam que existe controle hormonal sobre a atividade dos cromatóforos.
Este controle é mediado por  hormônios genericamente chamados de cromatoforotropinas, os quais são provenientes do complexo órgão-X/glândula do seio.
As cromatoforotropinas são pequenos peptídeos compostos por cerca de doze aminoácidos e englobam duas classes de hormônios antagônicos: PCH (Hormônio Concentrador de Pigmento) e PDH (Hormônio Dispersante de Pigmento).
A ação das cromatoforotropinas ocorre mediante a atividade de receptores de membrana, que sinalizam os cromatóforos para concentrar ou dispersar pigmentos.

### Pigmentos Retinianos
Como forma de adaptação à luz, os pigmentos existentes nos olhos compostos dos crustáceos podem sofrer migrações, de forma a proteger os omatídeos. Para isso, os pigmentos se distribuem ao redor de cada omatídeo, individualizando-os dos demais. Ao contrário, em condições de ausência de luz, os pigmentos retinianos ficam retraídos, possibilitando a luz passar de um omatídeo para outros omatídeos próximos. A regulação da migração desses pigmentos é feita por neuro-hormônios secretados pela glândula do seio, no pedúnculo ocular.

### Regulação Cardíaca
A cavidade pericardial de crustáceos decápodes possui fibras nervosas neurossecretoras, que, em conjunto, correspondem ao "órgão pericardial".
A liberação de aminas cardioestimulatórias, como octopamina, serotonina e dopamina pelos órgãos pericaridias causam efeitos excitatórios no coração desses animais e facilitam a contração muscular do esqueleto periférico.

### Glicemia e Balanço Hídrico
Nos decápodes, o controle glicêmico se baseia, principalmente, nos níveis de glicose circulante.
Quando há hipoglicemia, canais de potássio das células da glândula do seio são fechados, causando despolarização, o que provoca a liberação do neurohormônio hiperglicêmico de crustáceos (CHH). Este hormônio, ao se ligar às células-alvo, desencadeia um processo que resulta na liberação de glicose na hemolinfa e, consequentemente, em um mecanismo de retroalimentação negativa, na inibição da glândula do seio, cessando a liberação de mais hormônio.
A ablasão do pedúnculo ocular reduz a disponibilidade de glicose no sangue do animal.
O CHH é um hormônio pleiotrópico, que influencia outros processos fisiológicos, além da glicemia. A osmorregulação, por exemplo, também está sobre regulação deste hormônio.